# 탄도 젤라틴

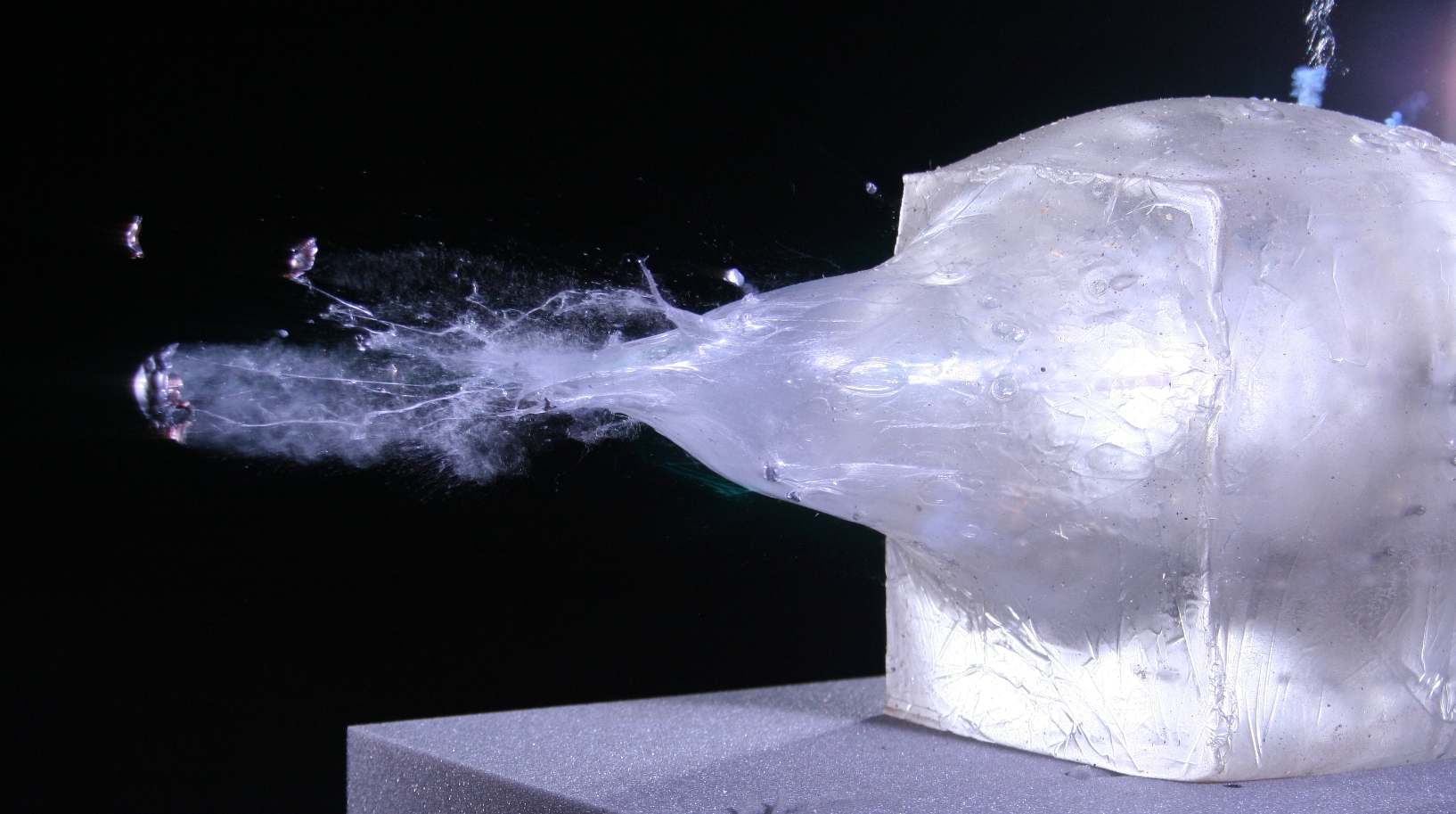
탄도 젤라틴

탄도 젤라틴(Ballistic gelatin)은 탄도 실험에 쓰이는 돼지 근육의 성질을 흉내낸 젤라틴을 말한다.